# Zalmoxianism
Zalmoxianismo o zamolxianismo es un movimiento neopagano en Rumania que promueve la reconstrucción de la religión étnica y la espiritualidad de los rumanos a través de un proceso de reconexión con sus antiguas raíces dacias y tracias .  La religión toma su nombre de Zalmoxis o Zamolxe, al mismo tiempo el nombre del dios primordial y el arquetipo del hombre iluminado en la mitología paleobalcánica . Los académicos Bakó y Hubbes (2011) han definido el zalmoxianismo, al igual que otros resurgimientos religiosos étnicos de Europa, como un etnopaganismo reconstruccionista . 

## Orígenes
La reconstrucción de la religión y la mitología antiguas de Dacia y Tracia ha estado estrechamente relacionada con el campo de la dacología .  Entre los partidarios contemporáneos del zalmoxianismo, el dacólogo emigrado Octavian Sărbătoare incluso propuso convertirlo en la religión oficial de Rumania . 

## Organizaciones

### La Sociedad Gebeleizis
La "Sociedad Gebeleizis" ( en rumano : Societatea Gebeleizis ), aunque está lejos de ser el único grupo zalmoxiano en Rumania, ha sido la formación más estudiada.  Tiene 500 miembros divididos en 15 ramas.  Los valores fundamentales de la organización se expresan en su lema "Una familia, una nación, un territorio" ( en rumano : O Familie, Un Neam, Un Teritoriu );  por las ideas promovidas, la Sociedad Gebeleizis ha sido objeto de escándalos mediáticos y acusada de extremismo . 

### GrupoZamolxe
Otro grupo es el Zamolxe, con sede en Bucarest, cuyo sumo sacerdote es Alexandru Mihail. Adoran al antiguo panteón de dioses traco-dacios y afirman que el nombre "Zalmoxis" proviene de zamol, que significa "tierra". 

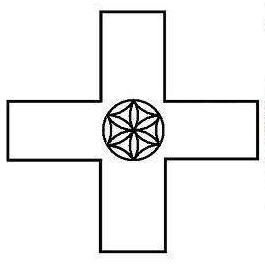
Símbolo del Nuevo Movimiento Religioso Zamolxiana.
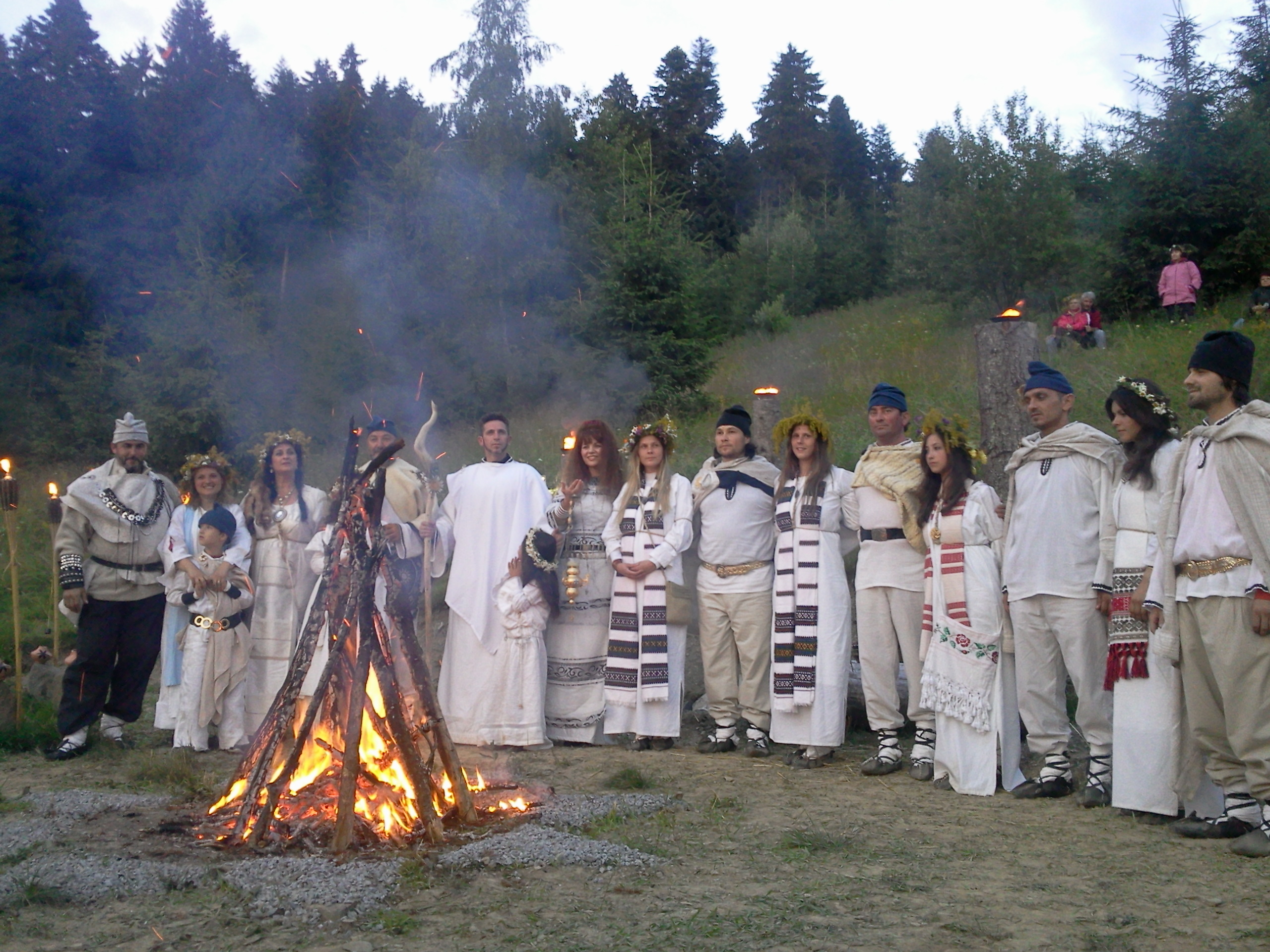
Ceremonia del Fuego Sagrado Dacio en el templo de Detunata durante 2013 en Rumania.
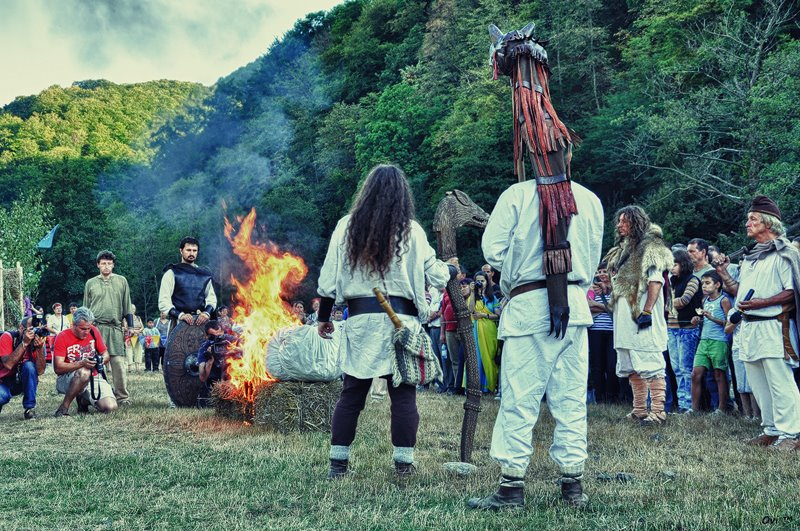
El Fuego Sagrado de Dacia en Costesti, Rumania, en 2012.

### Frente pagano oriental
( Rumano : Frontul Păgân de Răsărit ), el propósito de este grupo consiste en la investigación, búsqueda y recuperación de antiguas tradiciones, de auténticos valores tracio-dacios, su conocimiento y la crianza de nuevas generaciones de rumanos étnicos en el espíritu del zalmoxianismo.
El grupo opera principalmente en Telegram y a menudo publica párrafos, fotos y más con un sentimiento anticristiano y una perspectiva pro pagana . A veces se les reconoce como un grupo nacionalsocialista, conocido por su visión pro- folclórica del paganismo.